# Walter Till (Koptologe)
Walter Curt Franz Theodor Karl Alois Till (* 22. Februar 1894 in Stockerau; † 3. September 1963 in Herzogenburg) war ein österreichischer Koptologe.

## Leben
Walter Till absolvierte nach der Matura am Bundesgymnasium und Bundesrealgymnasium Krems eine kaufmännische Ausbildung und studierte von 1913 bis 1916 zunächst an der Hochschule für Welthandel in Wien, bevor er 1917 bei Hermann Junker an der Universität Wien mit dem Studium der Ägyptologie begann, das er im Dezember 1920 mit der Promotion abschloss. Seine Dissertation verfasste er zum Thema Die Personalpronomina im Ägyptischen und Semitischen. Zur Sicherung seines Lebensunterhalts nahm er 1921 zunächst eine Stelle als Lehrer an der HTL Mödling in Mödling an. Während dieser Zeit habilitierte er sich 1928 in Wien. 1930/1931 konnte er als Inhaber eines Reisestipendiums des Deutschen Archäologischen Instituts in Ägypten Forschungen anstellen. 1931 wurde Till Mitarbeiter an der Papyrussammlung der Österreichischen Nationalbibliothek, 1937 wurde er Leiter der Abteilung. Seit 1939 lehrte er auch als außerplanmäßiger Professor an der Wiener Universität. Gastprofessuren führten ihn an die Universität Kairo und die University of Manchester. Von 1951 bis 1959 lehrte er als Senior Lecturer in Coptic an der Universität in Manchester.
Till edierte viele koptische Texte, vor allem apokryphe und kanonische Texte biblischen Inhalts, Märtyrer- und Heiligenlegenden, homiletische Texte, frühchristliche Schriftsteller und Rechtsurkunden. Grundlegend waren seine Dialektgrammatiken und seine Forschungen zur Sprachgeschichte. Seine sahidische Grammatik ist bis heute ein unersetztes Standardwerk. Neben der Sprache beschäftigte sich Till auch mit der Kultur- und Rechtsgeschichte. Nach dem Zweiten Weltkrieg wurde die Gnosis zu Tills vorrangigem Forschungsthema.
Till war seit 1957 korrespondierendes, seit 1963 ordentliches Mitglied der Österreichischen Akademie der Wissenschaften sowie korrespondierendes Mitglied der Deutschen Akademie der Wissenschaften zu Berlin.